# Pyntning
Pyntning, prydelse, udsmykning, dekoration eller dekorering er det at få mad, en genstand, bygning eller person til at se pænere ud med pynt og typisk med målet at give en stemningsfuld oplevelse.
Pynt til mad kaldes garnering eller garniture.
Pyntning udføres fx på overfladen fx glasur på en kage, maling på en bygning - eller påklædning, kosmetik på en person. Gennemsigtige flader eller ting kan pyntes ved hjælp af indlejret farve eller (evt. slebne) facetter.
Bygninger og konstruktioner kan pyntes ved at tilføje dem bygningsdele, som kan være en del af konstruktionen; fx buer, søjler, tårne, ornamenter eller kolonnader.
Haver, gader og veje kan fx pyntes ved at placere fortove, bænke, vignetter, belysning (gadelygter), planter, ornamenter, monumenter af skulpturer eller havenisser ved eller i dem.
Rum kan pyntes med fx gulvtæpper, vægtæpper, mosaikker, vaser, planter, ornamenter, møbler, krukker, lamper.

## Midlertidig oppyntning
Pyntning anvendes også til midlertidige begivenheder fx fester, festivaler, fødselsdage, mærkedage og nogle højtider (fx jul, allehelgensaften og nytår).